# Arup
Arup – biuro projektowe z siedzibą w Londynie założone w 1947 roku przez Ove Arupa, świadczące usługi w zakresie projektowania, budowy i zarządzania. Firma jest obecna w Afryce, Amerykach, Australii, Wschodniej Azji, Europie, Bliskim Wschodzie i zatrudnia ponad 10 tys. pracowników w 92 biurach projektowych w 37 państwach. Arup uczestniczył w projektach w ponad 160 państwach.
Wybrane projekty:

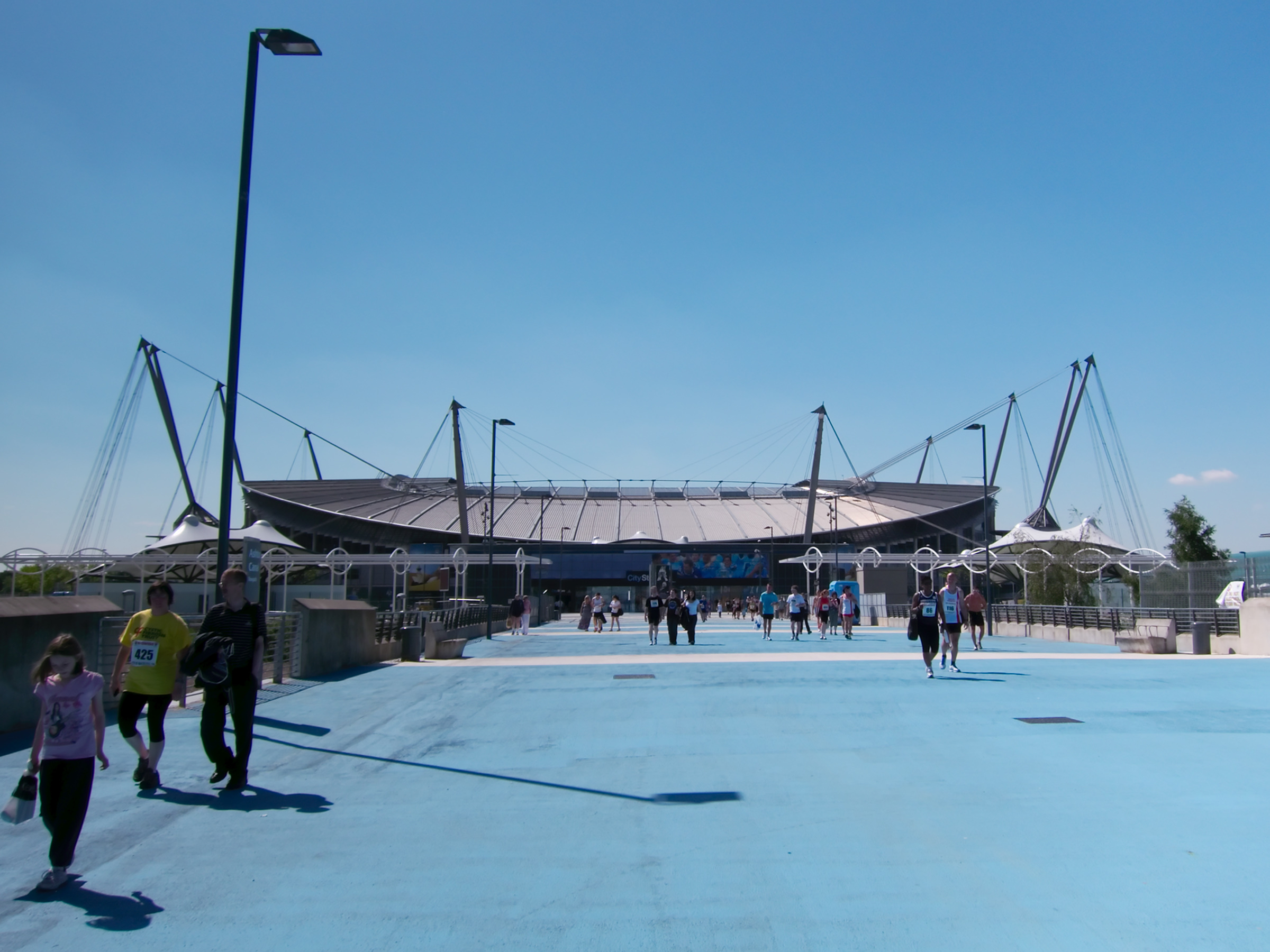
Stadion City of Manchester Stadium wybudowany dla Commonwealth Games z 2002, gra na nim Manchester City F.C.
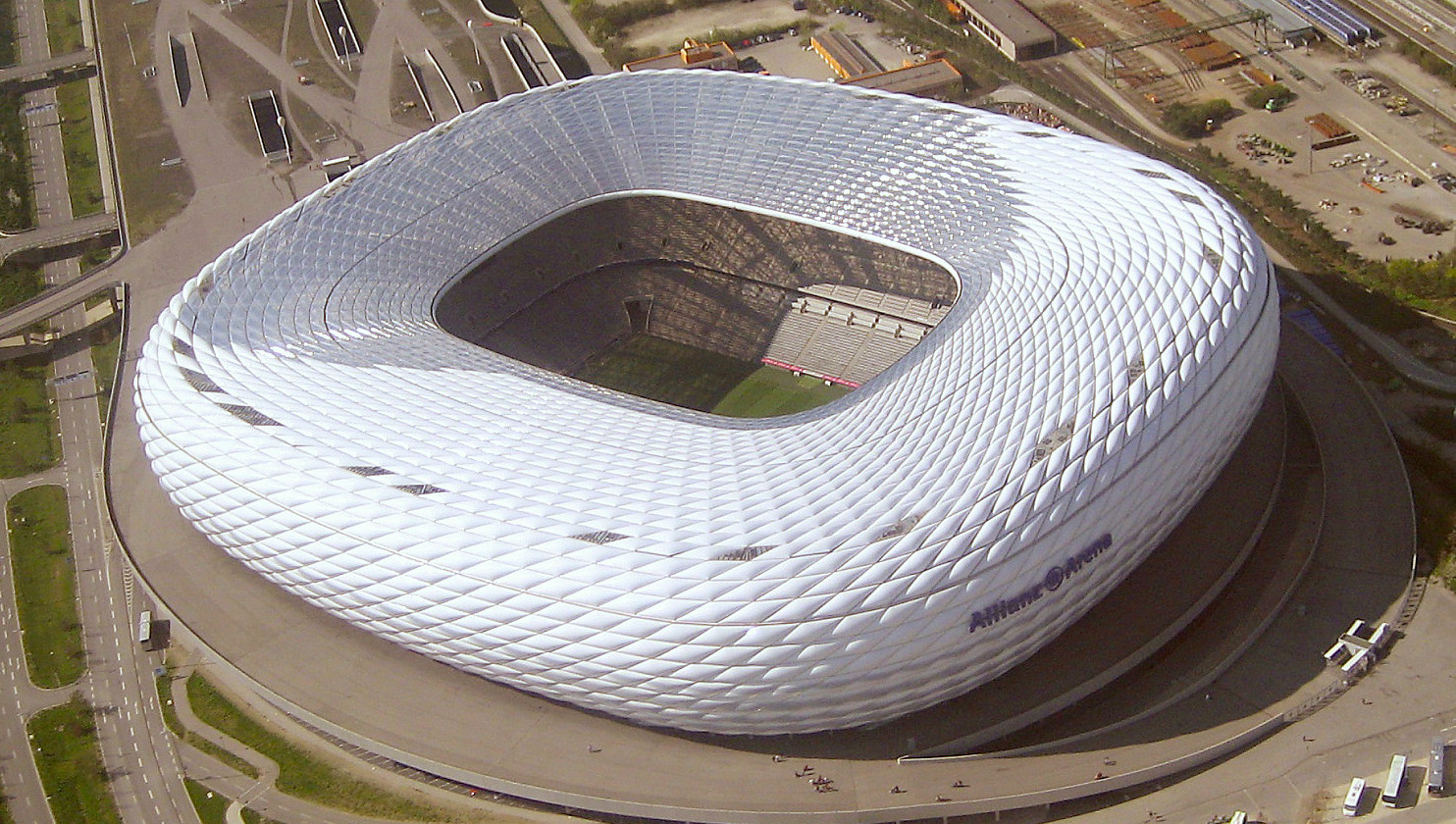
Stadion Allianz Arena w Niemczech, gra na nim FC Bayern Monachium
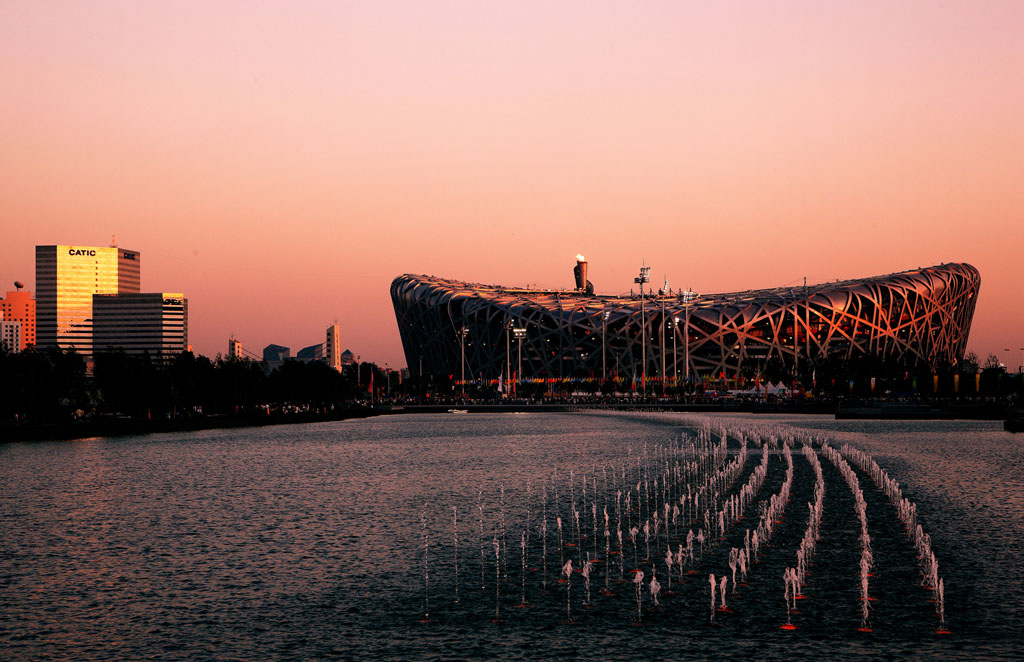
Stadion w Pekinie nazwany 'Ptasim gniazdem' wybudowany na igrzyska olimpijskie w 2008.
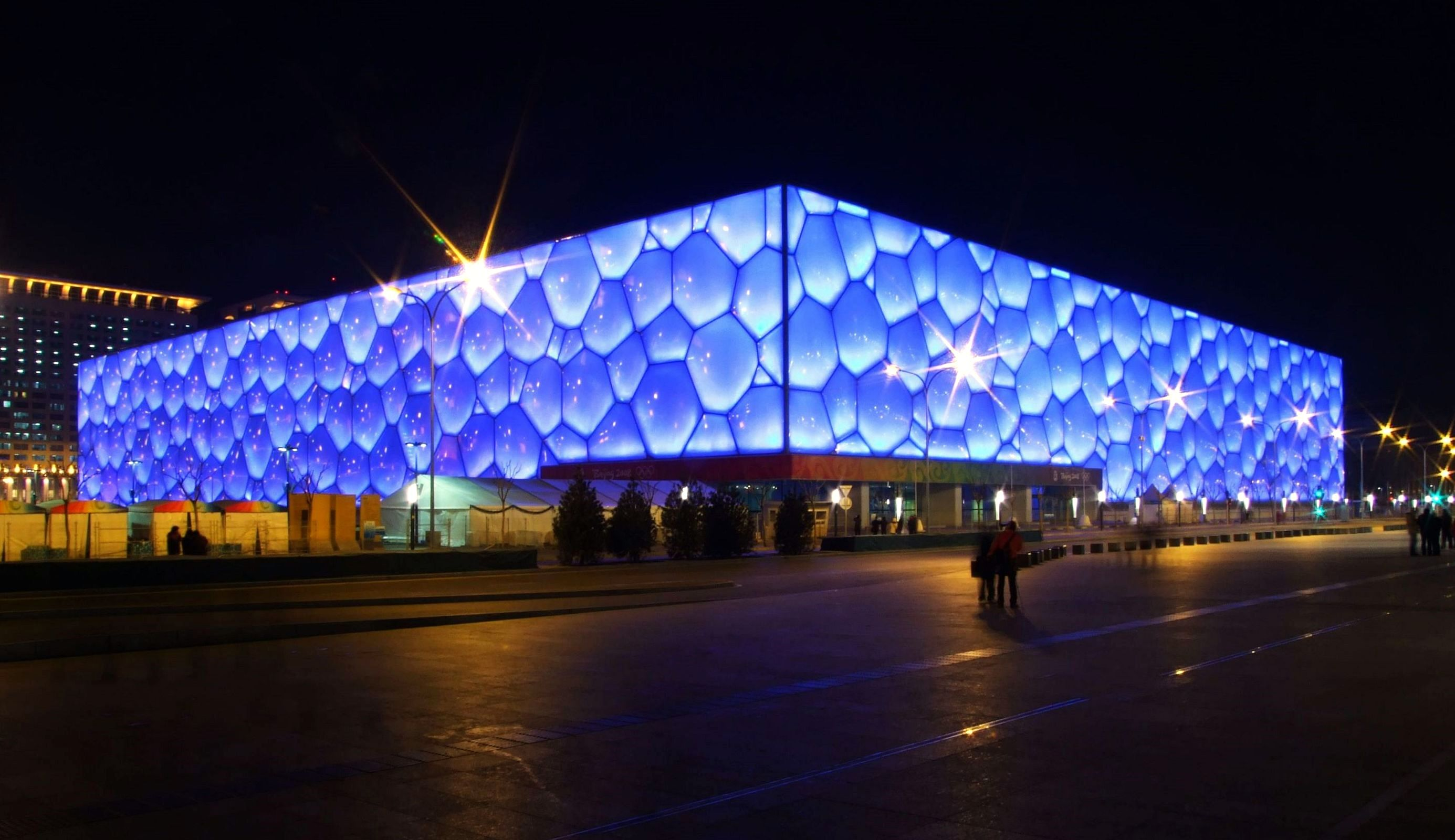
Narodowe centrum wodne w nocy